# Omicronema truncatum
Omicronema truncatum är en rundmaskart som beskrevs av Stekhoven 1950. Omicronema truncatum ingår i släktet Omicronema och familjen Monhysteridae. Inga underarter finns listade i Catalogue of Life.